# Cellachán Caisil
Cellachán mac Buadacháin (†  954), était un roi de Munster (en irlandais : Muman ou Mumu), de la dynastie des Eóganachta d'avant 940 à 954.  

## Origine
Cellachán est le fils de Buadachán mac Lachtnai. Il appartient à la puissante dynastie des Eóganacht Chaisil, implantés autour de Cashel, bien que sa lignée directe n'a pas donné de roi au Munster depuis la fin du VIIe siècle. Il est leur souverain le plus important jusqu'au XIIe siècle.

## Règne
On ne sait pas exactement quand Cellachán se substitue à son prédécesseur Lorcán mac Coinlingáin roi vers 922 Il est  mentionné pour la première fois dans les sources subsistantes en 936 quand il pille le monastère de Clonmacnoise. En 939 allié avec Macca Cuinn chef des Vikings de Waterford il pille les Uí Néill du royaume de Mide aussi loin que le monastère de Clonard; pendant ce raid les monastères du Leinster comme Killeigh et Clonenagh sont également attaqués et leurs abbés capturés, .  
Ses efforts pour affirmer sa domination sur le Munster commencent en 941 quand il attaque ses voisins les  Déisi, et en massacre un grand nombre. Quatre cents hommes meurent aux côtés de leur roi Célechair mac Cormaic  ,.   
Ce raid contre les Déisi semble avoir été une réponse à l'expédition menée contre eux et le royaume voisin d'Osraige par le roi des Uí Néill d'Ailech Muirchertach mac Neill, mieux connu sous son surnom de « Muirchertach aux Vêtements de Cuir » qui avait obtenu leur soumission. Le raid de Cellachán contre les Déisi provoque une contre-attaque la même année quand il est défait lui-même par leurs alliés de l'Osraige. Muirchertach mac Néill, qui effectue son fameux « Circuit d'Irlande », se saisit de Cellachán et le remet à l'Ard ri Erenn Donnchad mac Flainn, qui le garde captif quelque temps 
Après son retour au  Munster, Cellachán doit faire face à une nouvelle menace, la progression de la puissance du Dál gCais. En 944 il défait son roi, Cennétig mac Lorcáin, et tue Dub et Finn, deux de ses fils, lors de la bataille de Gort Rottacháin, également nommée bataille de  Mag Dúine.   
Ce combat n'est pas le seul affrontement du conflit car les poètes du Dál gCais relèvent que Cellachán est défait à son tour par Cennétig lors de la bataille de Lough Saighlenn.  Sa dernière action militaire connue date de 951, quand lui et son fils  Donnchad († 963) attaquent Clonfert, Gallen, Clonmacnoise, Síl nAnmchada, et Delbnae Bethra. Cellachán meurt trois ans plus tard en 954

## Caithréim Cellacháin Caisil
Au delà de l'énumération, ordinaire des événements qui constituent les souvenirs historiques du règne de Cellachán on peut un trouver un récit beaucoup plus coloré de son règne le Caithréim Cellacháin Caisil (c'est-à-dire la Carrière Guerrière de Cellachán de Cashel). Il est composé dans le milieu du XIIe siècle par un lointain parent Eóganachta, qui glorifie une semi-légendaire figure d'un rival du fils de Cennétig le grand Brian Boru, ancêtre de la puissance Uí Briain. 
Au XIIe siècle une rivalité entre les Éoganachta et les Uí Briain a entrainé une division dans le Munster entre le nord  dévolu au Uí Briain et le sud au Éoganachta. Caithréim Cellacháin a été composé pour promouvoir les droits Éoganachta dans cette partition. Le récit présente Cellachán comme un ennemi constant des Vikings qui par quatre fois en temps de crises conduit les Irlandais à la victoire. Ce Cellachán de littérature bénéficie de beaucoup des attributs du « Roi-Héros »: les circonstances irrégulières de sa naissance; il est proclamé roi après que sa mère l'aide avec ses troupes et le précède à l'assemblée du peuple avec l'ordre d'annoncer son arrivée; ses droits sont immédiatement reconnus par la noblesse et pendant son règne il ne peut être défait que par traitrise. 
La première partie du Caithréim Cellacháin raconte comment Cellachán gagne la royauté du Munster et comment il sécurise sa reconnaissance comme roi dans toute la province. La seconde partie est l'histoire de sa capture par les Vikings et sa libération. Les Vikings du royaume de Dublin offrent à  Cellachán la mains d'une princesse viking nommée Bébinn, mais il s'agit d'un complot destiné à se saisir de lui et auquel l'Ard ri Erenn Donnchad Donn mac Flainn participe. 
Cellachán accepte, mais avant d'entrer à Dublin l'épouse du roi viking, qui l'aime en secret, lui permet de s'échapper de la forteresse afin qu'il ne succombe pas à la trahison. Cellachán tente de fuir le territoire des Vikings, mais il est capturé. Les « Hommes de Munster » viennent à son secours et l'histoire se termine quand Cellachán conduisant ses troupes rentre dans son domaine. Le conte est important pour l'historien plus comme indication des mentalités du XIIe siècle que comme témoignage sur des événements du Xe siècle. la fiction d'une bonne entente entre Cellachán et le Dál gCais est particulièrement intéressante, le texte semblant ignorer l'état de guerre entre eux à cette époque, et l'importance que donne aux Vikings le contrôle des villes.

## Postérité
Cellachán d'une épouse inconnue n'a qu'un fils Donnchad mac Cellacháin   mort en 963 Les spécialistes contemporains estiment qu'il a précédé comme roi de 961 à 963 Mathgamain mac Cennétig  et qu'il est l'ancêtre des Mac Carthy .

## Sources
- (en) Benjamin T. Hudson « Cellachán mac Buadacháin (d. 954) », Oxford Dictionary of National Biography, Oxford University Press, 2004
- (en) T.W Moody, F.X. Martin et F.J. Byrne, A New History of Ireland IX Maps, Genealogies, Lists. A companion to Irish History part II, Oxford, Oxford University Press, 2011, 690 p. (ISBN 978-0-19-959306-4).
- (en) Francis J.Byrne Irish Kings and High-Kings, Courts Press History Classics (Dublin 2001)  (ISBN 1851821961).